# 秋喜
《秋喜》是一部以1949年广州战斗为背景的谍战电影。这部电影在2009年5月开机拍摄，2009年10月14日上映。这是导演孙周继《周渔的火车》后拍摄的第一部电影。

## 剧情梗概
晏海清是一位潜伏在国民政府内部的地下工作者，而他的上司则是"老奸巨滑"的国民党特工夏惠民。从1949年10月1日中华人民共和国建立到10月14日广州战斗结束，即中国人民解放军占领广州为止，在这短短的14天里，两位谍报人员展开一系列斗智斗勇的争斗。秋喜是在晏家帮佣的疍家女孩，她爱慕晏海清，但最后却死于夏惠民的阴谋。

## 制作人员
- 导演：孙周[1]
- 编剧：王力夫、孙周、刘琛、王熠

## 演员名单

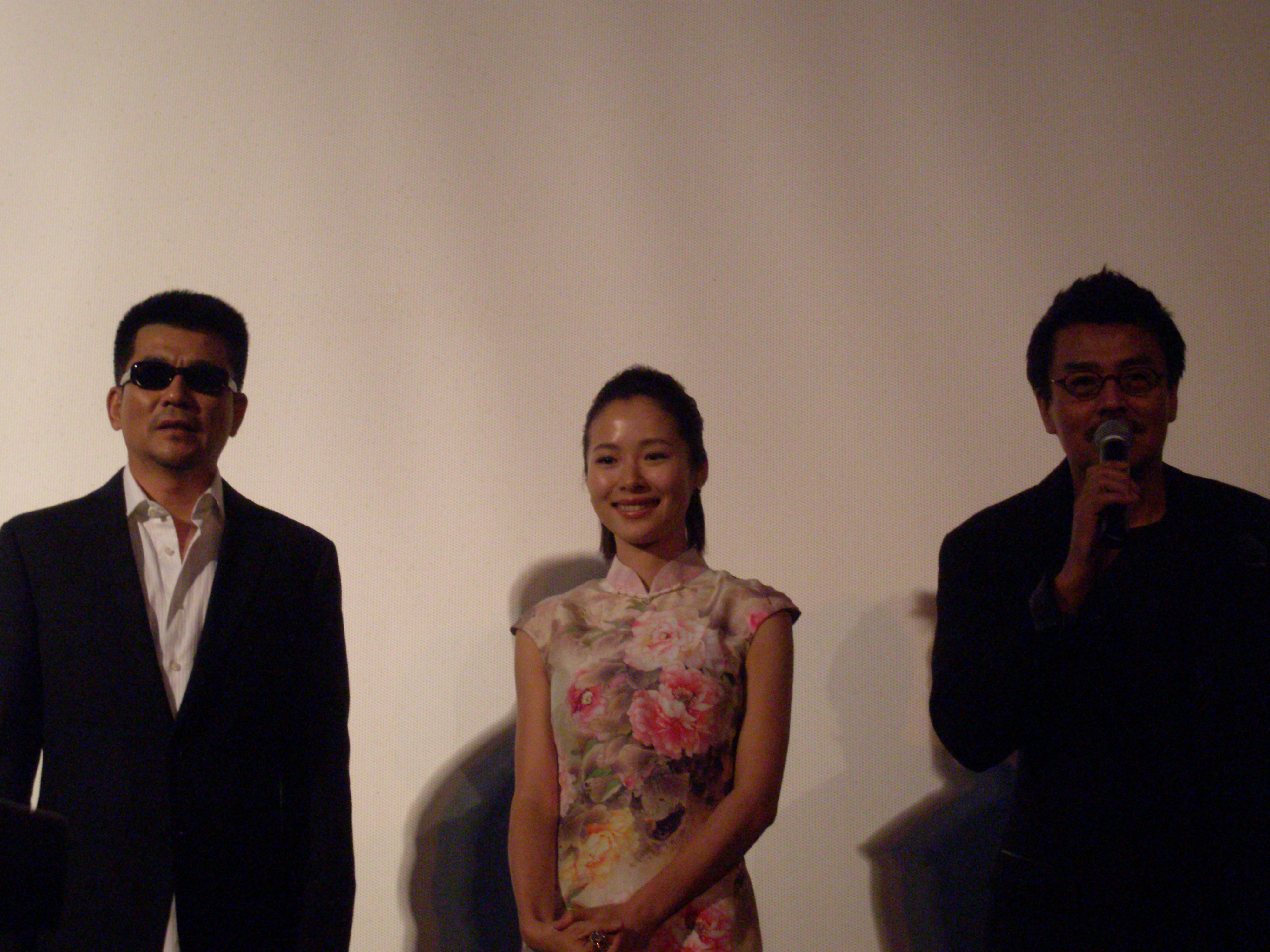
《秋喜》南京见面会，左起孙淳、江一燕、孙周

- 孙　淳饰夏惠民
- 郭晓冬饰晏海清
- 江一燕饰秋　喜
- 秦海璐饰惠红莲
- 王雅婕饰霜　晴
- 孙　敏饰老　陶